# Леписта (род грибов)
Лепи́ста (лат. Lepista) — род грибов семейства Рядовковые (Tricholomataceae). Нередко виды этого рода называют рядовками.

## Описание

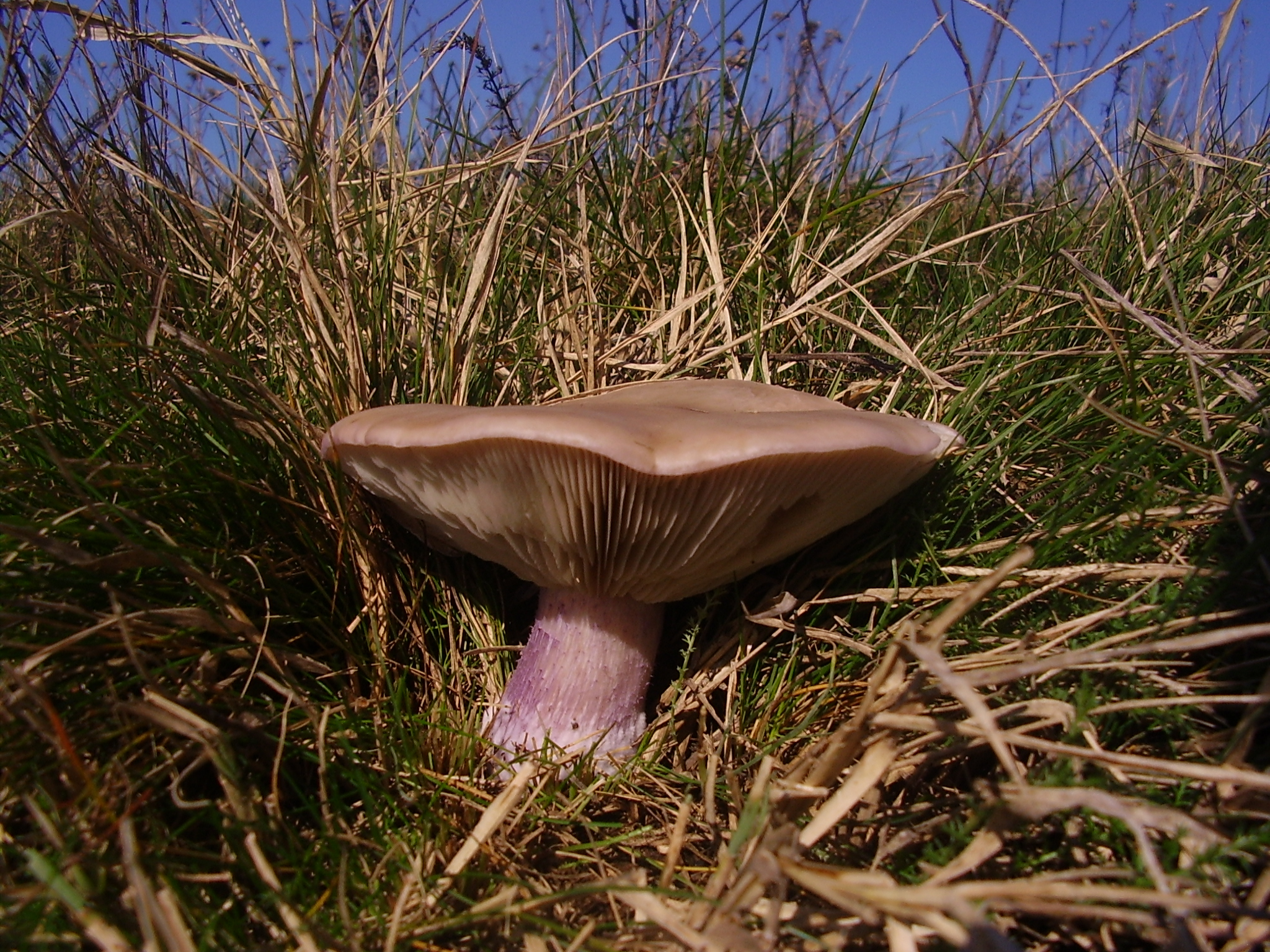
Леписта двухцветная

- Шляпка гигрофанная или негигрофанная, у некоторых видов с фиолетовым оттенком. Гименофор пластинчатый. Пластинки приросшие к ножке или нисходящие на неё.
- Ножка волокнистая, мясистая, без кольца.
- Споровый порошок светло-розового или лососевого цвета. Споры гиалиновые, овальной, эллиптической или почти округлой формы, неамилоидные. Цистиды отсутствуют.
- Тип развития плодовых тел гимнокарпный.

## Ареал
Космополит. Виды рода произрастают на земле или растительных остатках.

## Таксономия

### Синонимы
- Paxillus sect. Lepista Fr., 1849
- Paralepista Raithelh., 1995

### Виды
- Lepista caespitosa (Bres.) Singer, 1951 — Леписта дернистая
- Lepista densifolia (J. Favre) Singer & Clémençon, 1972 — Леписта частопластинковая
- Lepista diemii Singer, 1954
- Lepista fibrosissima Singer, 1954
- Lepista flaccida (Sowerby) Pat., 1887 — Леписта оборотная, или рыже-бурая
- Lepista glaucocana (Bres.) Singer, 1951 — Леписта серо-голубая, или сиреневато-серая
- Lepista irina (Fr.) H.E. Bigelow, 1959 — Рядовка фиалковая, или Леписта фиалковая, или Рядовка парфюмерная
- Lepista luscina (Fr.) Singer, 1951
- Lepista multiformis (Romell) Gulden, 1983
- Lepista nuda (Bull.) Cooke, 1871 — Рядовка фиолетовая, или Леписта голая
- Lepista ovispora (J.E. Lange) Gulden, 1983
- Lepista panaeolus (Fr.) P. Karst., 1879
- Lepista personata (Fr.) Cooke, 1871 — Рядовка двухцветная, или Леписта двухцветная, или Леписта лиловоногая
- Lepista pseudoectypa (M. Lange) Gulden, 1983
- Lepista rickenii Singer, 1948
- Lepista sordida (Schumach.) Singer, 1951 — Рядовка грязная, или Леписта грязная
- Lepista subaequalis (Britzelm.) Singer, 1951